# ماتیرا
ماتیرا (انگلیسی: Mathira؛ زادهٔ ۲۵ فوریهٔ ۱۹۹۲) بازیگر، مجری تلویزیون، خواننده و رقصنده اهل پاکستان-زیمبابوه است. وی از سال ۲۰۰۷ میلادی تاکنون مشغول فعالیت بوده‌است.